# Hispanic Society of America

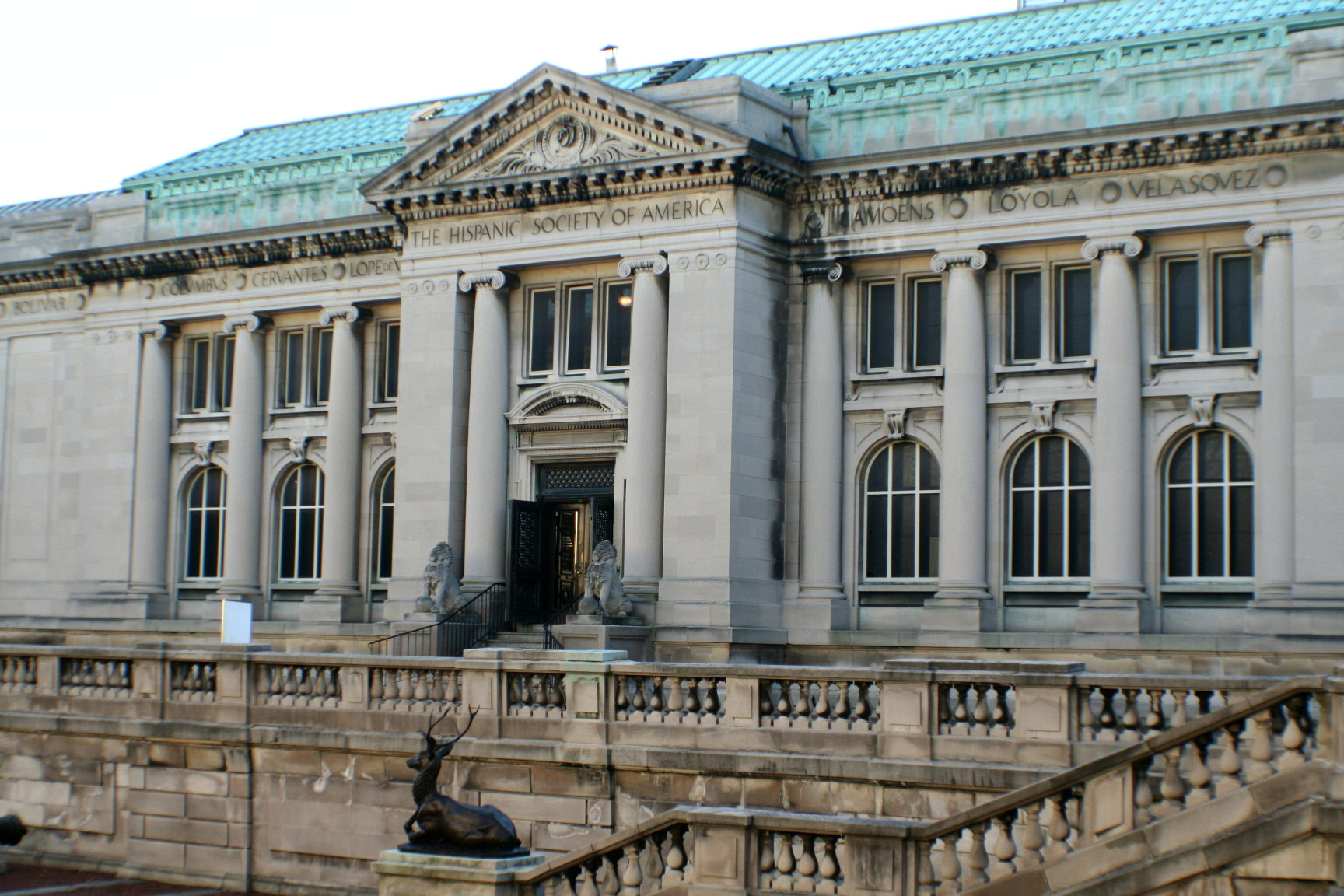
Museumsgebäude der Hispanic Society of America

Die Hispanic Society of America widmet sich der Kunst und Kultur Spaniens, Portugals und Lateinamerikas. Die 1904 von Archer Milton Huntington begründete Institution befindet sich in New York City und umfasst ein Museum und eine Bibliothek. Zur Sammlung gehören Gemälde, Kunsthandwerk, Drucke, Fotografien, Handschriften, Landkarten und mehr als 250.000 Bücher.

## Geschichte und Lage

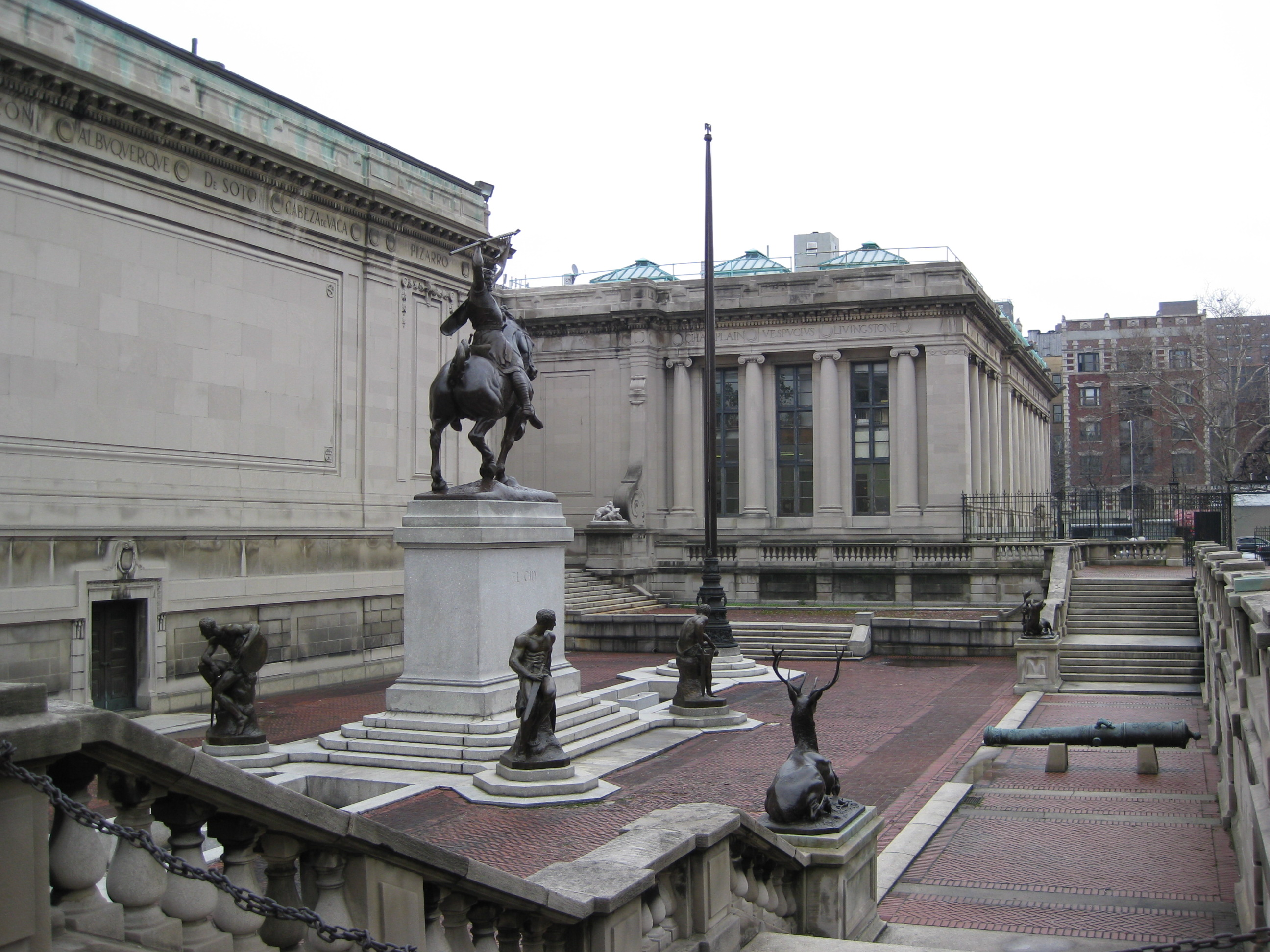
Außenanlage des Museums mit der Skulptur El Cid von Anna Hyatt Huntington

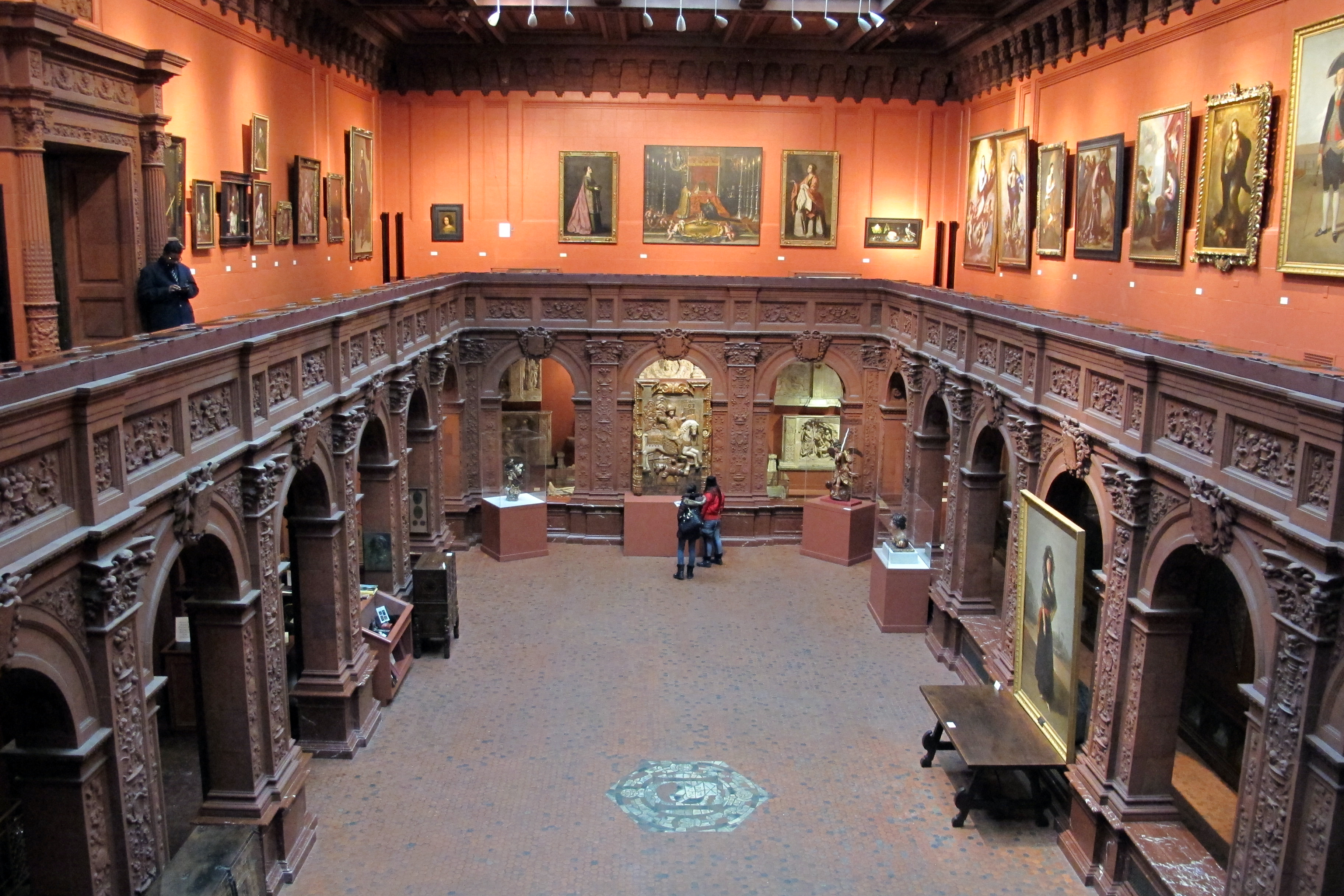
Galerieraum mit Gemäldesammlung

Der amerikanische Philanthrop Archer Milton Huntington (1870–1955) war Erbe einer der reichsten Familien seiner Zeit. Bereits als Jugendlicher hatte er mit seinen Eltern Spanien und Mexiko besucht und zeigte großes Interesse an der Kultur dieser Länder. Er lernte Spanisch und Arabisch und begann mit dem Aufbau einer umfangreichen Sammlung von Gemälden und anderen Kunstgegenständen, Büchern, Manuskripten, Münzen, Keramiken und Textilien. Seine Sammlungen umfassten hierbei überwiegend Objekte aus Spanien, Portugal und Lateinamerika.
1904 begründete er in New York die Hispanic Society of America (sinngemäß: Amerikanische Gesellschaft für Hispanistik). Er wählte den Namen, da die Institution mehr sein sollte, als ein Museum und eine Bibliothek für seine Sammlungen, sondern zudem eine wissenschaftliche Einrichtung zur Erforschung der Kulturen der Iberischen Halbinsel und Lateinamerikas. Dieser Wissenschaftsbetrieb nahm jedoch nie seine Tätigkeit auf.
Huntington, der selbst an der Fifth Avenue in der Nähe des Central Park lebte, legte als Standort für die Hispanic Society of America bewusst nicht das belebte Zentrum von New York fest, sondern den Broadway in Washington Heights im Norden von Manhattan. Huntington erwarb hier ein zwischen 155th Street und 156th Street gelegenes Grundstück, das als Audubon Terrace bezeichnet wird. Der Ort ist benannt nach dem Ornithologen und Zeichner John James Audubon, der hier bis zu seinem Tod 1851 lebte. Die noch wenig entwickelte Gegend wurde erst 1906 durch die Erweiterung der U-Bahn nach Norden erschlossen. Das Gebäude für die Hispanic Society of America entwarf Charles Pratt Huntington, ein Cousin von Archer Milton Huntington. Der im Stil der Beaux-Arts-Architektur entworfene Bau wurde 1908 eröffnet. Ebenfalls von Charles Pratt Huntington stammt der Entwurf für den Erweiterungsbau des 1915 fertiggestellten Westflügels. Hinzu kamen ein Ostflügel nach Entwürfen von Erik Strindberg und die nach Entwürfen von H. Brooks Price zwischen 1923 und 1930 gebaute Bibliothek.
Archer Milton Huntington hatte die Idee, um die Hispanic Society of America einen Wissenschaftscampus zu etablieren. Er lud daher mehrere Institutionen ein, ihren Standort an die Audubon Terrace zu verlagern. Der Einladung folgten bis 1930 die American Numismatic Society und die American Geographical Society, das Museum of the American Indian und die American Academy of Arts and Letters. Zudem ließ Archer Milton Huntington die Kirche Our Lady of Esperanza Church an der Audubon Terrace errichten. Seit 1978 haben mehrere Institutionen die Audubon Terrace wieder verlassen und nur die Hispanic Society of America und die American Academy of Arts and Letters verblieben am Standort. Beide Institutionen konnten hierdurch zusätzliche Gebäude beziehen und das Boricua College kam als neuer Nachbarn hinzu.
Für 2017 wurde der Hispanic Society of America der Prinzessin-von-Asturien-Preis für internationale Zusammenarbeit zugesprochen.

## Museum

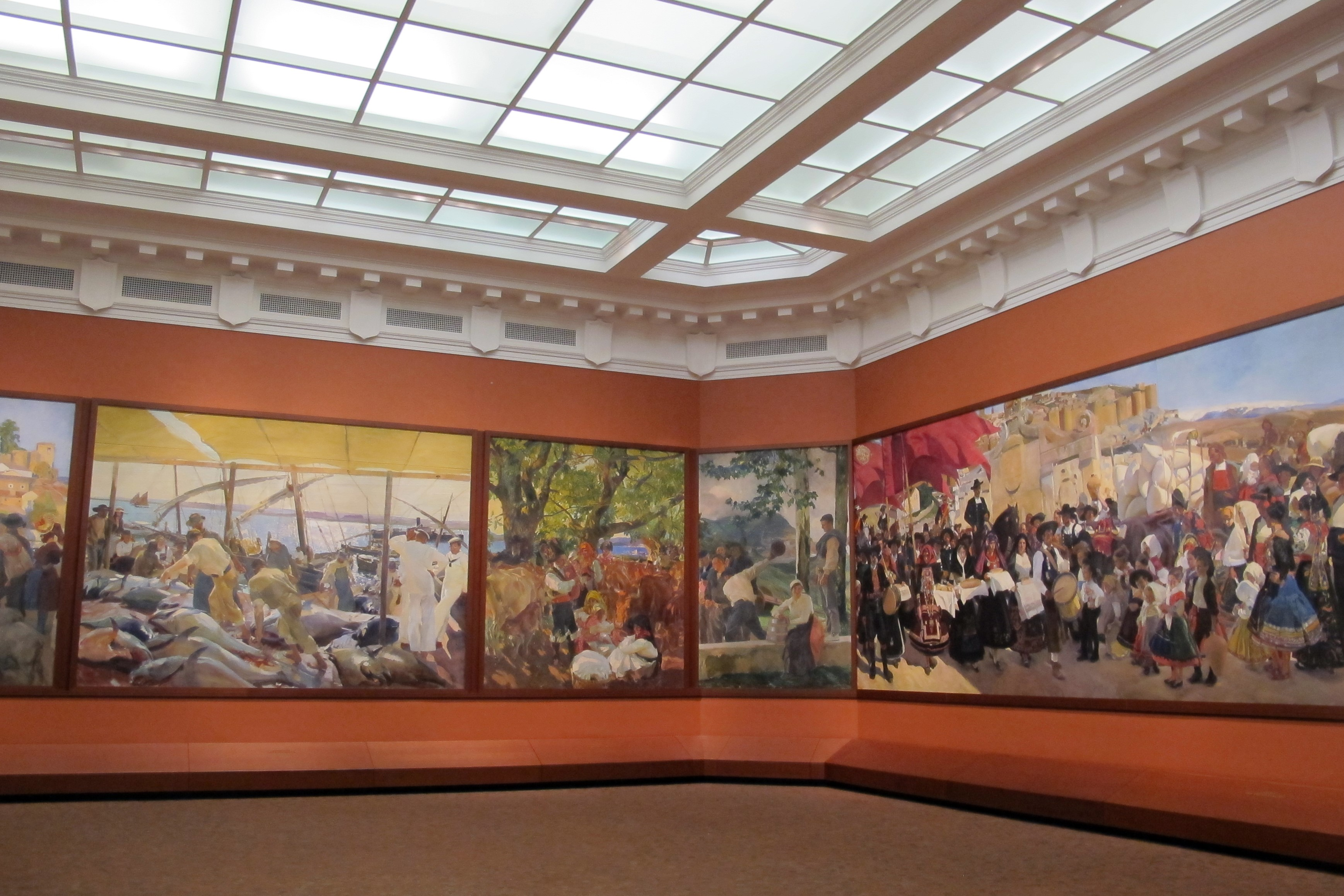
Saal mit Gemälden von Joaquín Sorolla

Das Museum der Hispanic Society of America verfügt über eine umfangreiche Sammlung von 800 Gemälden, 600 Aquarellen, 1000 Skulpturen, 6000 Objekte des Kunsthandwerks und etwa 175.000 Fotografien. Ursprünglich gehörte auch eine bedeutende Münzsammlung zum Bestand des Museums. Die 38.000 Münzen ließ die Hispanic Society of America 2012 versteigern um Mittel für ihren Ankaufsetat zu erhalten.
Die Gemäldesammlung des Museums umfasst Werke vom Mittelalter bis zum 20. Jahrhundert. Hierunter befinden sich vor allem Arbeiten spanischer Künstler. Von El Greco besitzt das Museum die Gemälde Heilige Familie, Pieta, Porträt eines Mannes, Bildnis des Heiligen Franziskus, Der heilige Hieronymus im Gebet und Bildnis eines Evangelisten. Hinzu kommen von Bartolomé Esteban Murillo das Gemälde Verlorener Sohn, von Francisco de Zurbarán eine Darstellungen der Hl. Lucia und der Hl. Rufina und von Juan Carreño de Miranda ein Bild der Unbefleckten Empfängnis. Von Luis de Morales gibt es im Museum die Werke Heilige Familie, Madonna mit der Spindel und Ecce homo. Zu den Gemälden von Diego Velázquez in der Sammlung gehören das „Bildnis des Kardinal Camillo Astali Pamphili“, „Bildnis des Gaspar de Guzmán, Conde de Olivares“ und  „Porträt eines Mädchens“. Von Francisco de Goya besitzt das Museum die Porträts El Brigadier D. Alberto de Foraster, Manuel Lapeña und Die Herzogin von Alba in der Version mit dem schwarzen Kleid.
Besonders umfangreich ist der Bestand an Werken von Huntingtons Zeitgenossen Joaquín Sorolla – das Museum besitzt die größte Sammlung seiner Werke außerhalb Spaniens. Huntington traf den Maler in Spanien und Sorolla reiste zweimal nach New York und besuchte hierbei auch die Hispanic Society of America. In der Sammlung befinden sich Sorollas Porträts von Aureliano de Beruete, Raimundo de Madrazo, José Echegaray, José Ortega y Gasset, Rafael Altamira, Pío Baroja, José Martínez Ruiz, Vicente Blasco Ibáñez, Juan Ramón Jiménez, Ramón Pérez de Ayala, Louis Comfort Tiffany und des Fotografen Antonio García Peris (El fotografo Antonio Garcia en su laboratorio). Hinzu kommen die Stadtansicht Arco y puerta de Santa Maria, das Fischerbild Sol de la tarde, die Strandszenen Idilio en le mer, Saliendo del baño und Niños en la playa und das Bauernsujet Aleanos Leoneses. Zu den Hauptwerken des Malers gehört der Gemäldezyklus Visión de España, den Huntington 1911 bei Sorolla in Auftrag gab. Zwischen 1913 und 1919 malte Sorolla 14 großformatige Bilder mit Ansichten spanischer Regionen, für die in der Hispanic Society of America ein eigener Saal eingerichtet wurde.

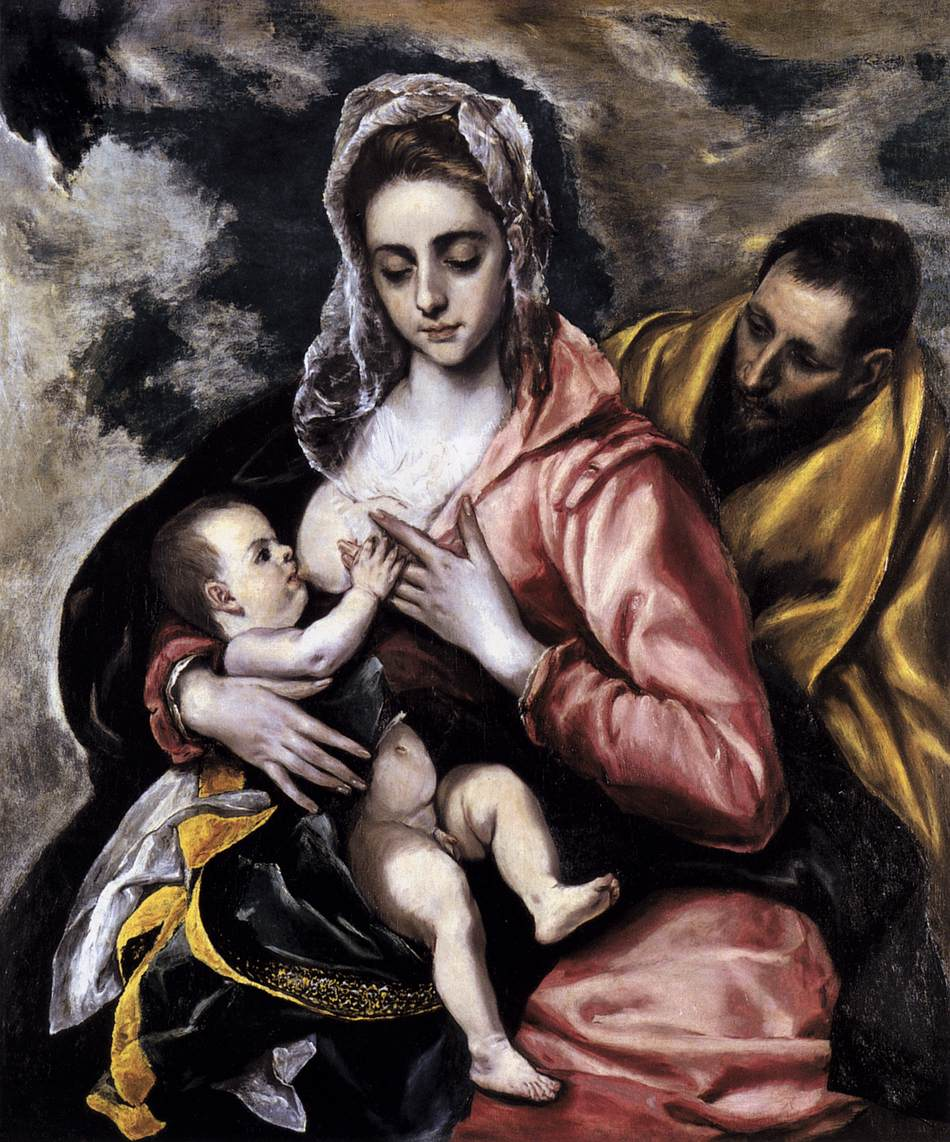
El Greco: Die heilige Familie, um 1585
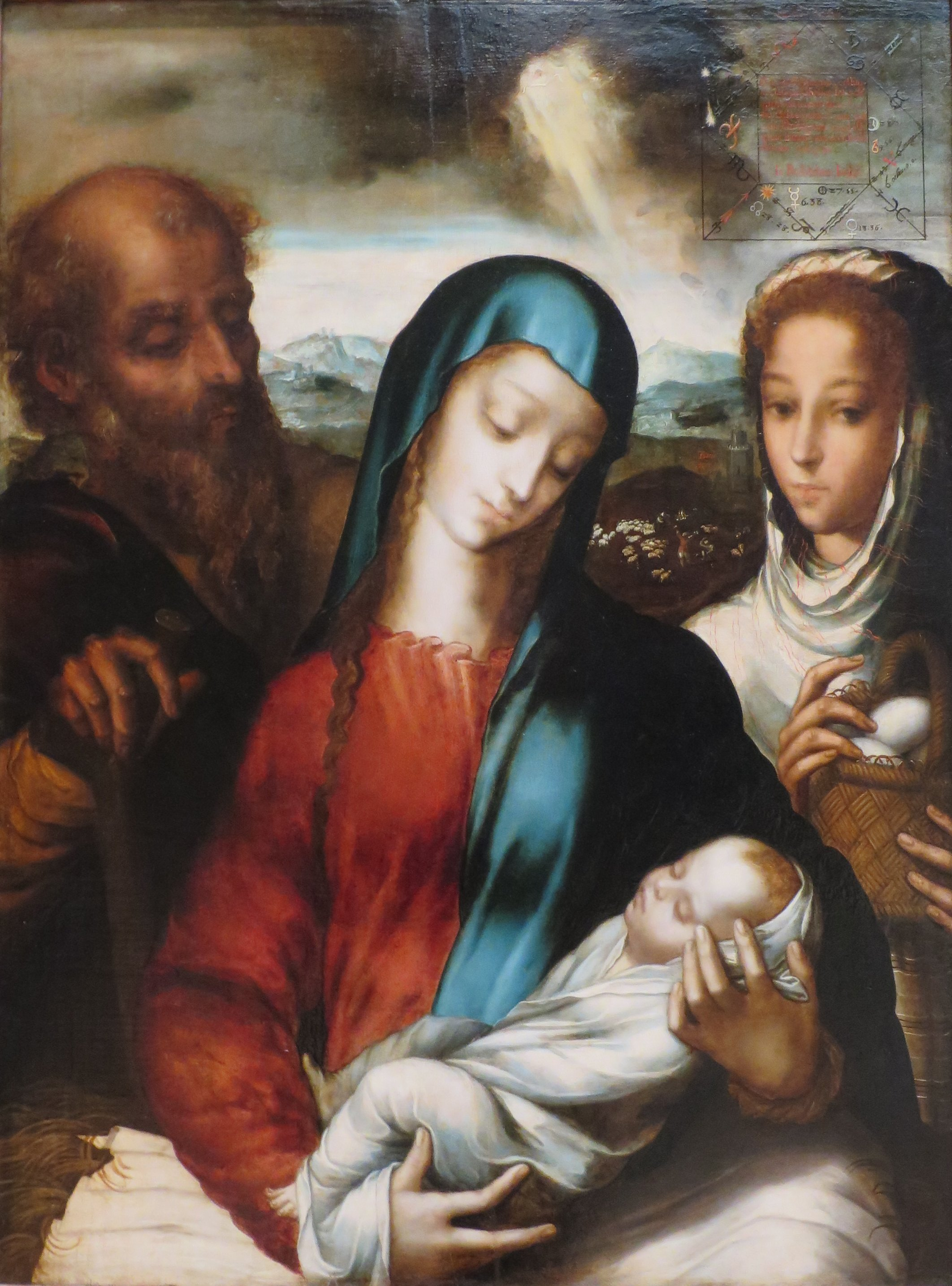
Luis de Morales: Heilige Familie
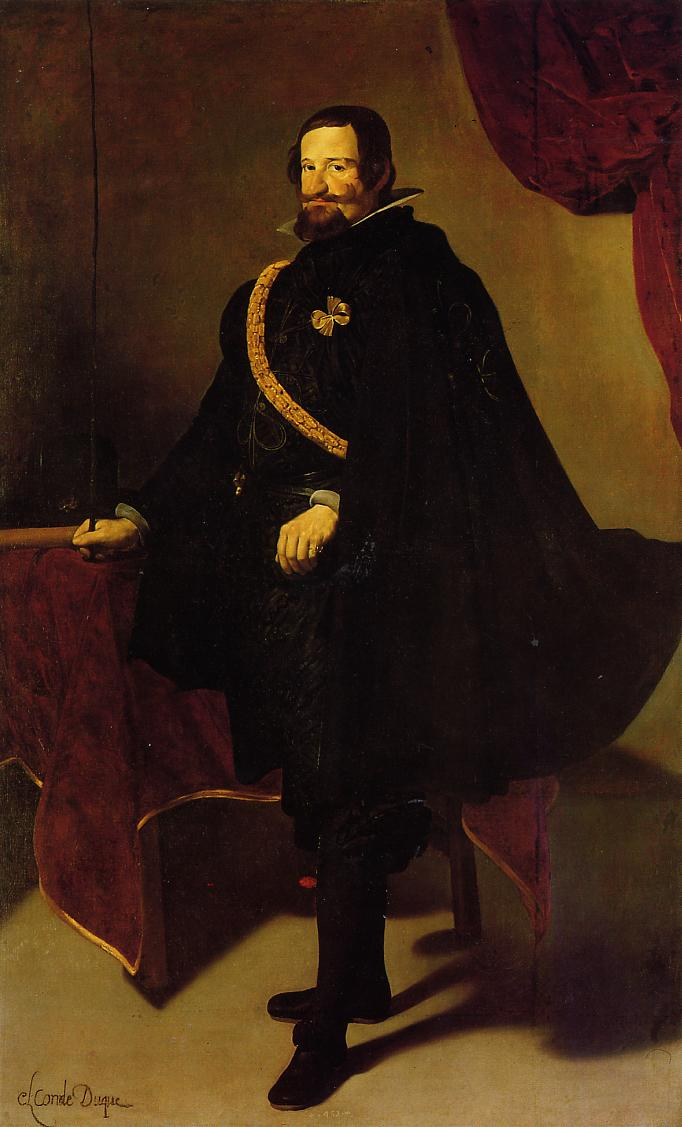
Diego Velázquez: Bildnis des Gaspar de Guzmán, Herzog von Olivares, 1623
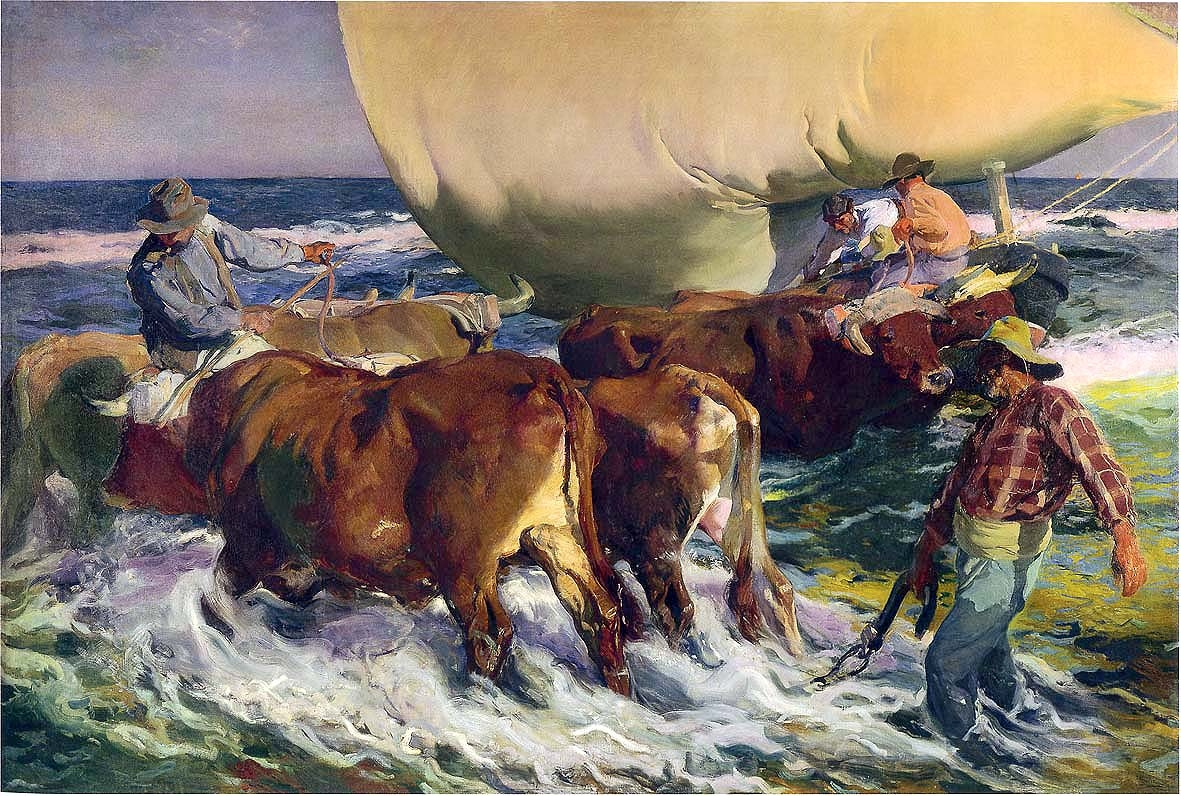
Joaquín Sorolla: Sol de la tarde. 1903

Neben Gemälden gehören Aquarelle, Zeichnungen, Drucke und Fotografien zur Sammlung. Weiterhin gibt es rund 1000 Skulpturen aus der Zeit vom Mittelalter bis zum 20. Jahrhundert. Hierunter befindet sich ein in Burgos um 1500 entstandener Erzengel Gabriel, die etwa zeitgleich entstandene Bildhauerarbeit Sepulcro de Gutierre de la Cueva aus dem Kloster Monasterio de San Francisco in Cuéllar und die vor dem Museum befindliche Reiterskulptur El Cid, die Huntingtons Frau, Anna Hyatt Huntington, 1927 schuf.
Darüber hinaus gibt es Objekte aus römischer Zeit, wie ein Mosaik mit dem Motiv Kopf der Medusa aus Alcolea del Río, oder Gold- und Silberschmiedearbeiten wie Schmuck und sakrale Gegenstände. Hierzu gehört eine Custodia von 1585 aus Alarcón. Weitere Objekte des Kunsthandwerks sind Arbeiten aus Eisen, Glasobjekte, Fayencen, verschiedene Möbel wie beispielsweise Kabinettschränke, Elfenbeinschnitzereien, sowie eine umfangreiche Sammlung an Textilien, zu der auch verschiedene Teppiche gehören.

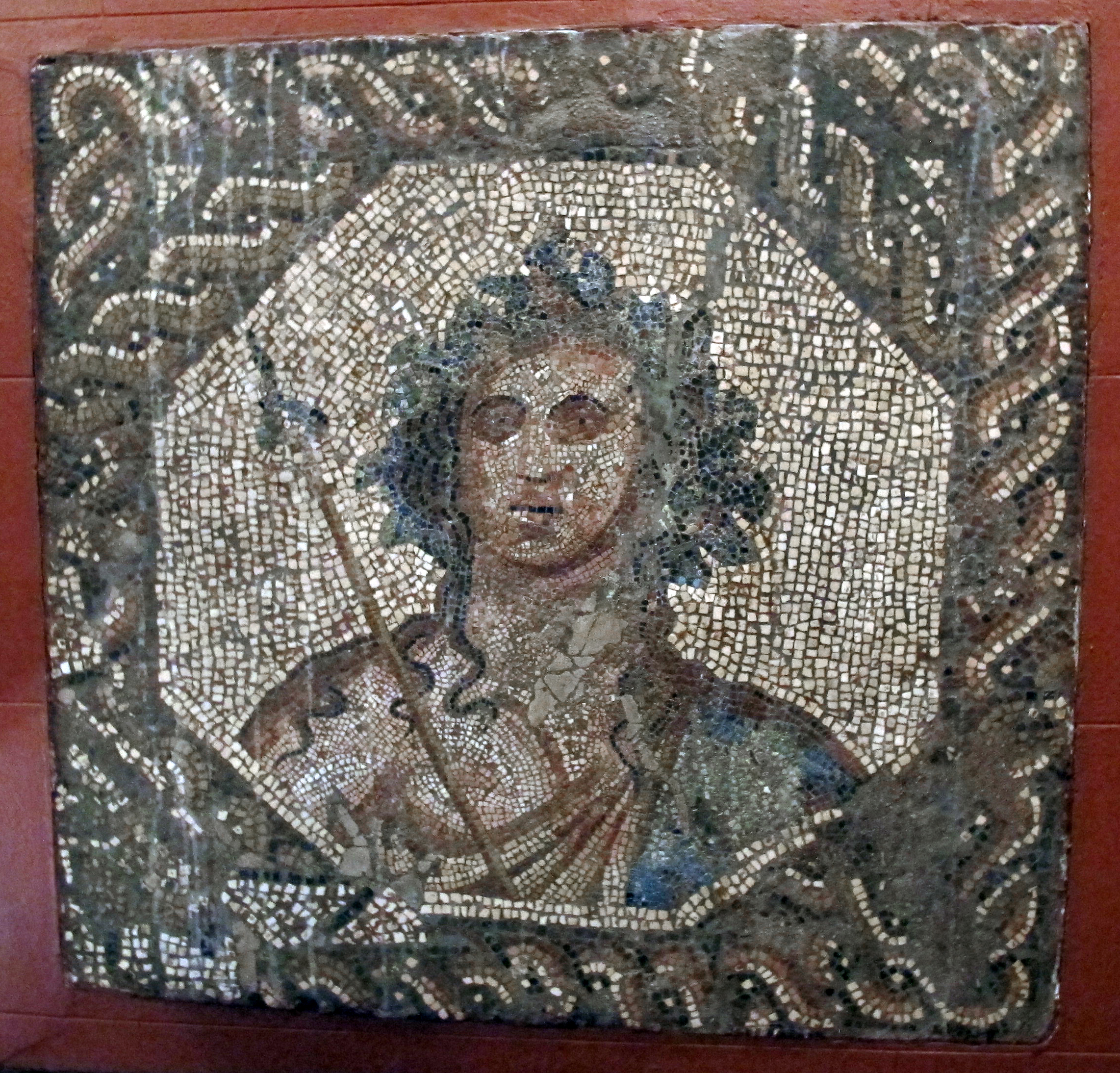
Mosaik aus römischer Zeit
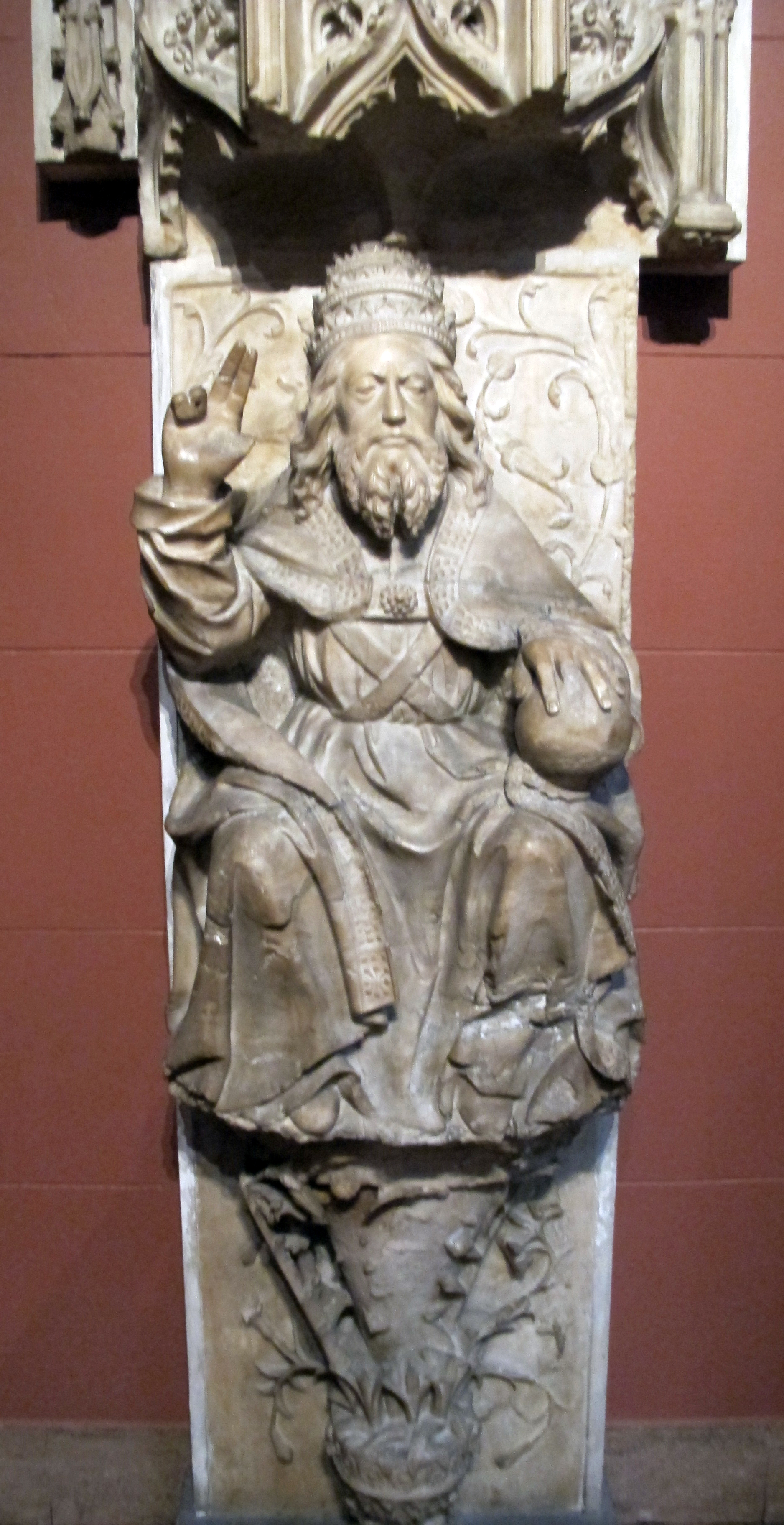
Grabskulptur, um 1500
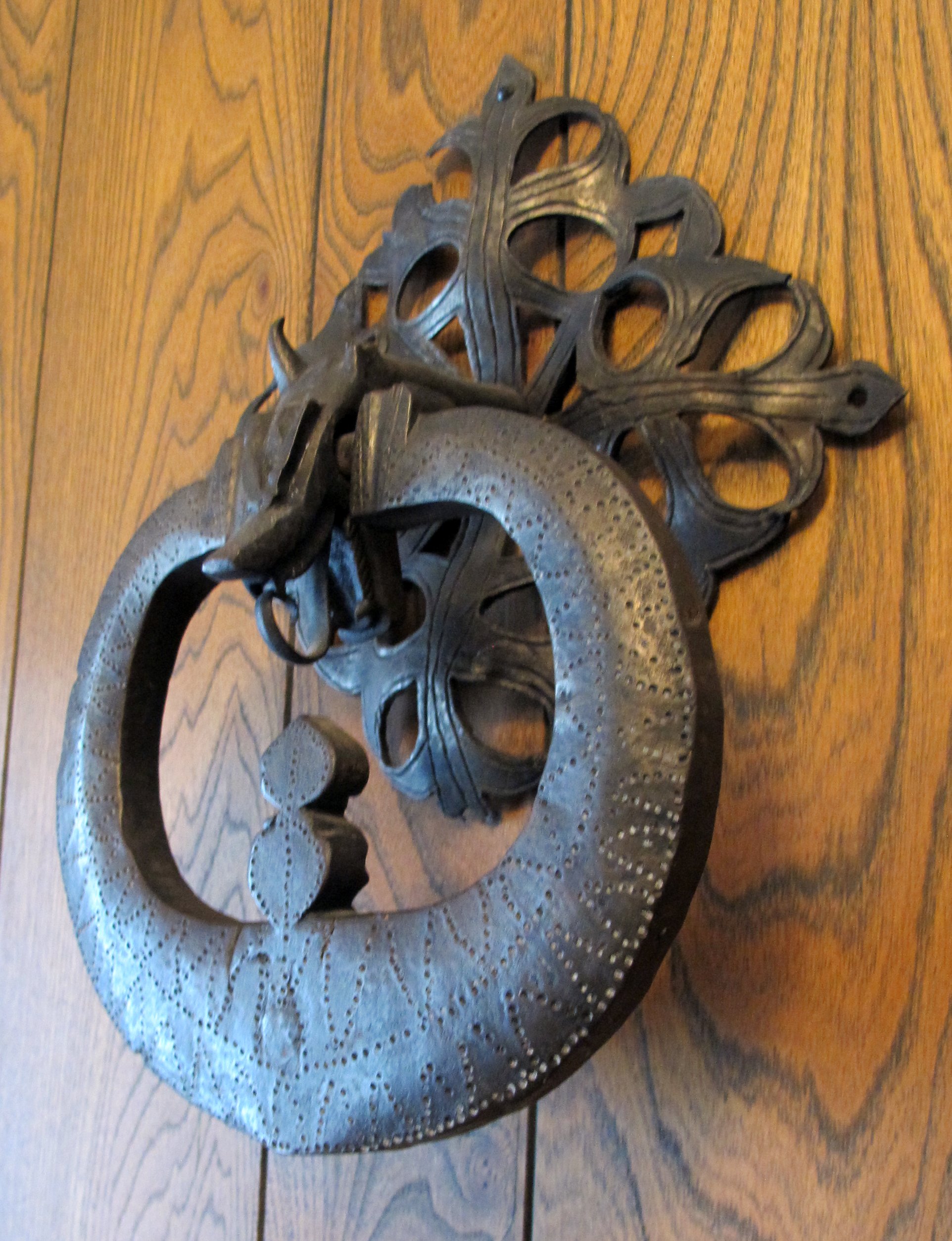
Türklopfer, um 1500
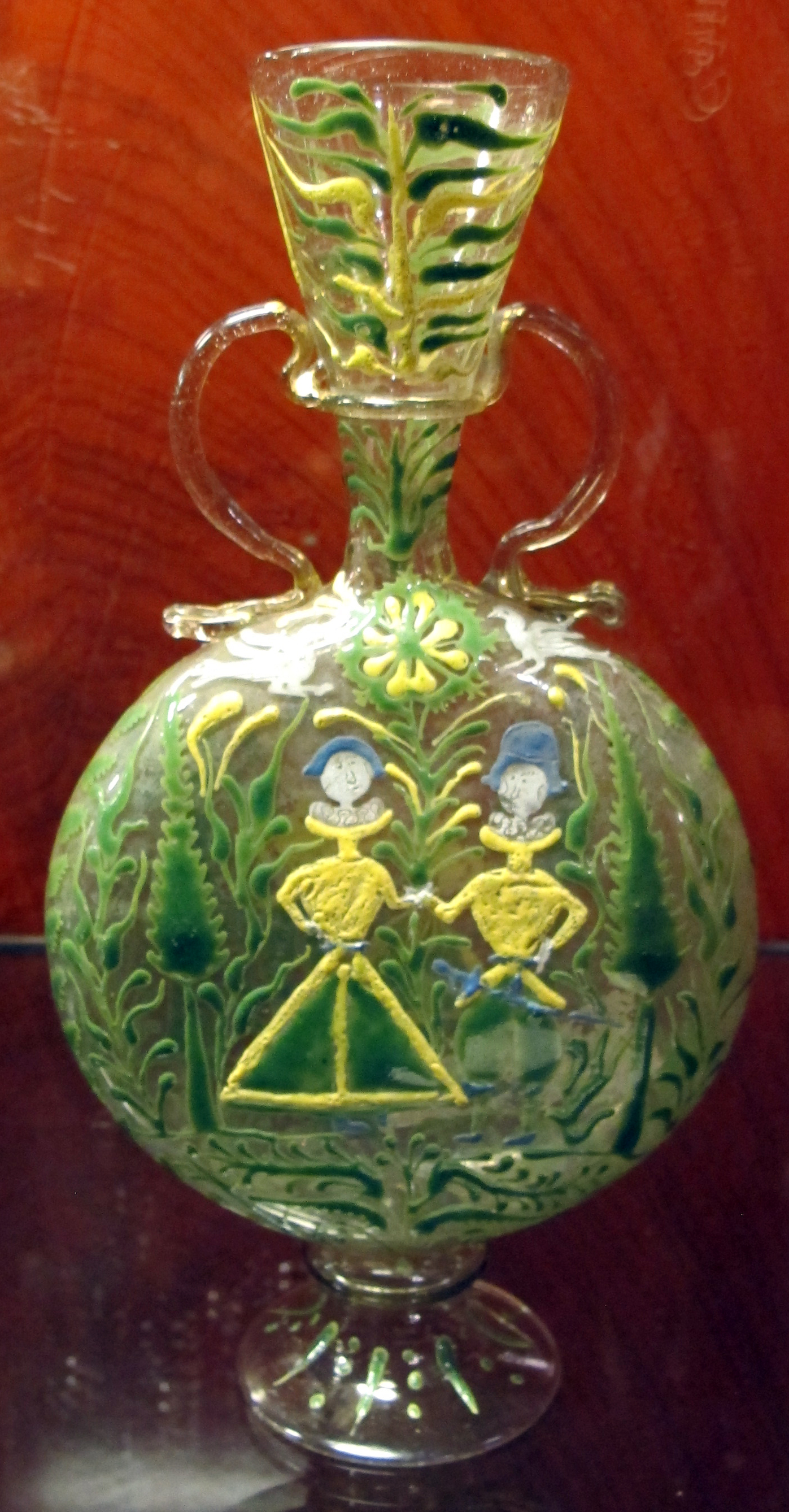
Glasvase, um 1580
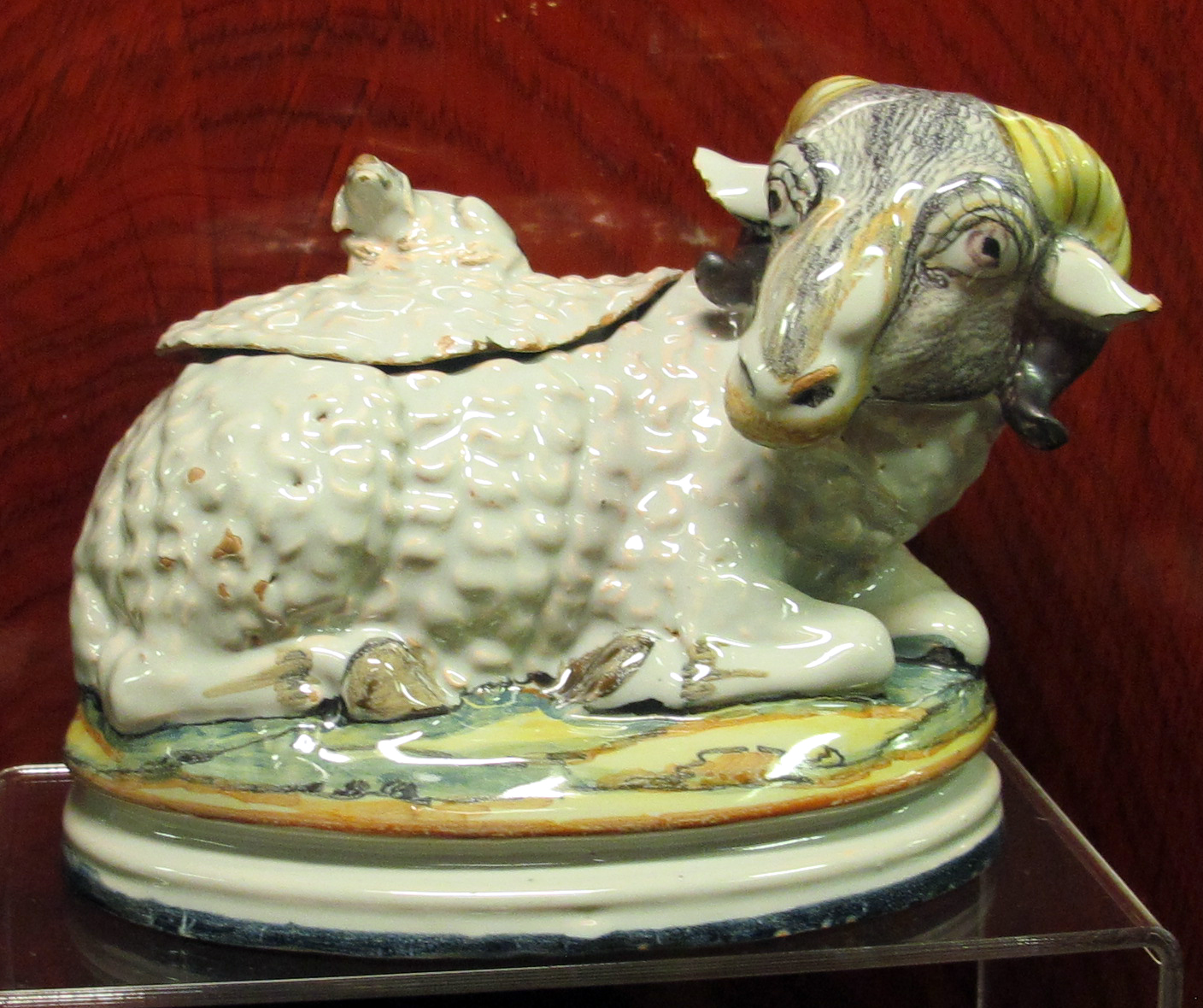
Salzfass aus Keramik, etwa 1784–1825

## Bibliothek
Die Sammlung der Bibliothek umfasst Werke vom 11. bis zum 21. Jahrhundert. Sie gehört zu den bedeutendsten Spezialbibliotheken mit dem Schwerpunkt Iberische Halbinsel und Lateinamerika. Zur Sammlung gehören mittelalterliche Urkunden und Bibeln mit Buchmalereien, Stundenbücher sowie historische Handschriften und Landkarten. Insgesamt hat die Bibliothek einen Bestand von 250.000 Büchern, darunter 15,000 Bücher, die vor 1701 erschienen sind. Unter den zahlreichen Erstausgaben gehört auch die Auflage des Don Quijote von Miguel de Cervantes aus dem Jahr 1605.